# Brian Klug

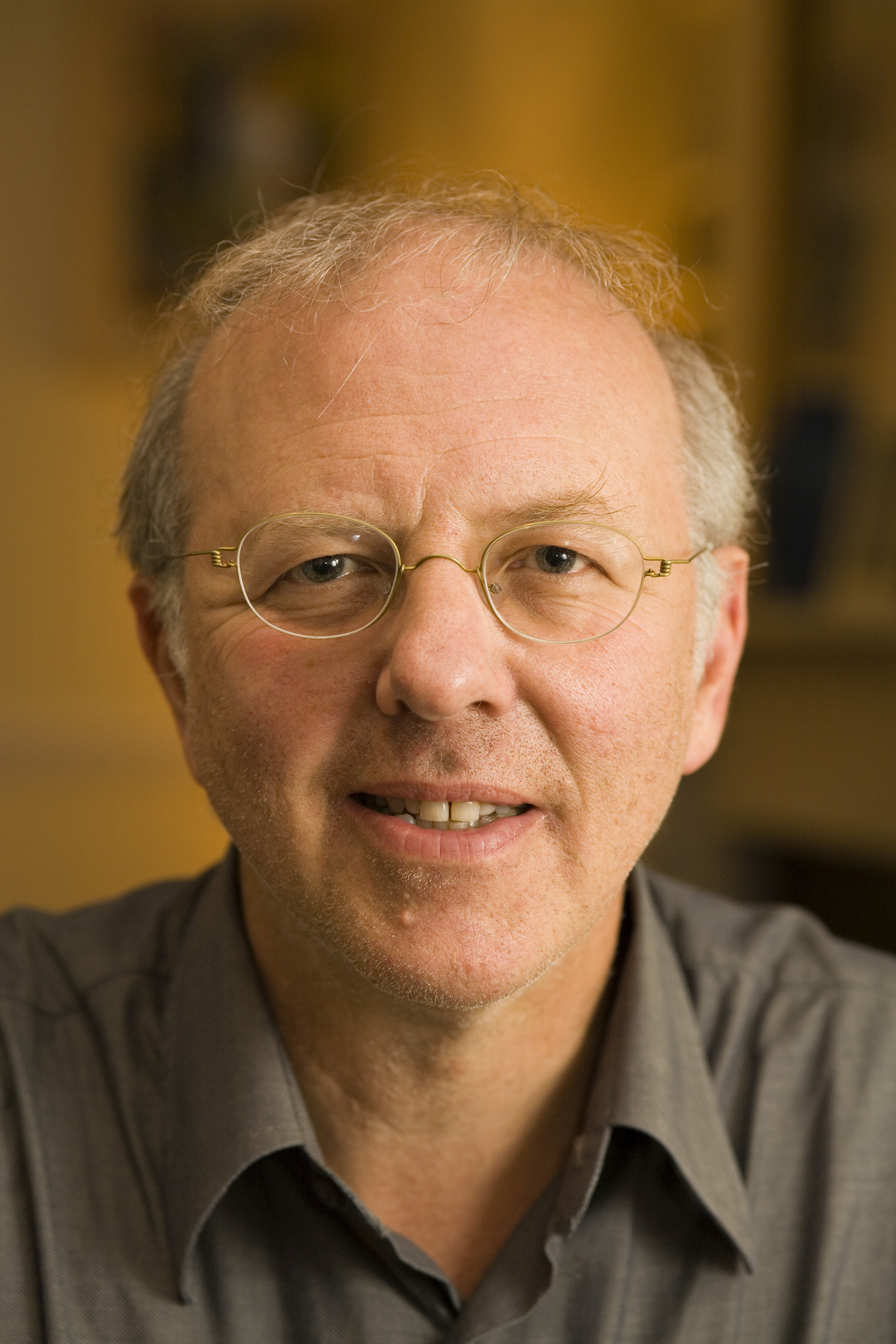
Brian Klug

Brian Klug (* in London) ist seit dem Jahr 2000 Senior-Forschungsstipendiat und Lehrer für Philosophie (BA/MA) in der St. Benet’s Hall und Mitglied der philosophischen Fakultät der University of Oxford. Darüber hinaus ist er Ehrenmitglied des Parkes Institute der University of Southampton, das sich mit der Erforschung der Beziehungen zwischen Juden und Nichtjuden beschäftigt, sowie Ehrenmitglied der Saint Xavier University in Chicago.
Er ist Mitherausgeber von Patterns of Prejudice, eine Zeitschrift, die soziale Ausgrenzung und Stigmatisierung untersucht. Er ist Gründungsmitglied des Jüdischen Forums für Gerechtigkeit und Menschenrechte, einer im Vereinigten Königreich ansässigen Gruppe, die sich mit Rassismus, Antisemitismus, dem israelisch-palästinensischen Konflikt, Einwanderung und dem Umgang mit Asylbewerbern befasst.
Klug gehört zu einer Reihe von Akademikern, die dem britischen, überparteilichen parlamentarischen Untersuchungsausschuss gegen Antisemitismus angehören. In seinem Essay aus dem Jahr 2004 hat er mit seiner Veröffentlichung The Myth of the New Anti-Semitism in der Zeitschrift The Nation, den Neuen Antisemitismus als konfus bezeichnet.
Im Februar 2007 war er einer der Unterzeichner einer Erklärung der Independent Jewish Voices, einer neuen jüdischen Gruppe, der im Vereinigten Königreich ca. 150 Prominente Juden und Nobelpreisträger angehören. In der Erklärung kritisierten sie das The Board of Deputies of British Jews für die bedingungslose und unkritische Unterstützung Israels.
Klug ist zudem Mitglied der Steuerungsgruppe der im März 2021 veröffentlichten Jerusalemer Erklärung zum Antisemitismus. Das von 200 Erstunterzeichnenden mitgetragene Dokument argumentiert für eine präzisierende Neudefinition des Antisemitismus.
Brian Klug ist Mitglied des wissenschaftlichen Beirats des Jahrbuch für Islamophobieforschung.

## Veröffentlichungen
- Being Jewish and Doing Justice: Bringing Argument to Life, London: Vallentine Mitchell, 2011.
- Offence: The Jewish Case, London: Seagull Books, 2009.
- A Time to Speak Out: Independent Jewish Voices on Israel, Zionism and Jewish Identity, London: Verso, 2008.
- Children as Equals: Exploring the Rights of the Child, Lanham, MD: University Press of America, 2002.
- Ethics, Value and Reality: Selected Papers of Aurel Kolnai, London: Athlone Press, 1977.
- A Question of Degree: Assorted Papers on Assessment, London: Nuffield Foundation, 1976.
- Ritual murmur: the undercurrent of protest against religious slaughter of animals in Britain in the 1980s, Patterns of Prejudice, Ausgabe 23, Seite 2, 1989.
- The language of race, Patterns of Prejudice, Ausgabe 33, Seite 3, 1999.
- The collective Jew: Israel and the new antisemitism, Patterns of Prejudice, vol. 37, no. 2, 2003, used as a resource by the EUMC in their report Manifestations of Antisemitism in the EU 2002–2003, Wien, März 2004. Seiten 12–13, 225–241.
- The myth of the new anti-semitism.The Nation, Ausgabe 15, Januar 2004; Ausgabe 2, Februar 2004.
- Joffe's flight of fantasy, Foreign Policy, März/April 2005.
- Israel, Antisemitism and the left, Red Pepper, 24 November 2005.
- The other Balfour: recalling the 1905 Aliens Act in S. W. Massil (Autor), The Jewish Year Book, London: Vallentine Mitchell, 2005.
- Wistrich, Robert S. Correspondence between Prof. Robert Wistrich and Brian Klug: When Is Opposition to Israel and Its Policies Anti-Semitic?, International Center for the Study of Anti-Semitism, Hebrew University of Jerusalem, abgerufen am 8. September 2006.
- In search of clarity, Catalyst, 17. März 2006.
- A contradiction in 'the new Europe in M. Bunzl, Anti-Semitism and Islamophobia: Hatreds Old and New in Europe, Chicago: Prickly Paradigm Press, 2007.
- The state of Zionism, The Nation, 18. Juni 2007.
- Die Sicht auf Israel als Jude der Welt in Bunzl and Senfft (Autor), Zwischen Antisemitismus und Islamophobie, Hamburg: VSA-Verlag, 2008.
- Tricks of memory: Auschwitz and the question of Palestinian terrorism in Stephen Law (Autor), Israel, Palestine and Terror, London, 2008.
- A plea for distinctions: disentangling anti-Americanism and anti-semitism, Think (Journal des Royal Institute of Philosophy), 2008.
- A people apart?, The Jewish Quarterly Review, 2011.